# 簠

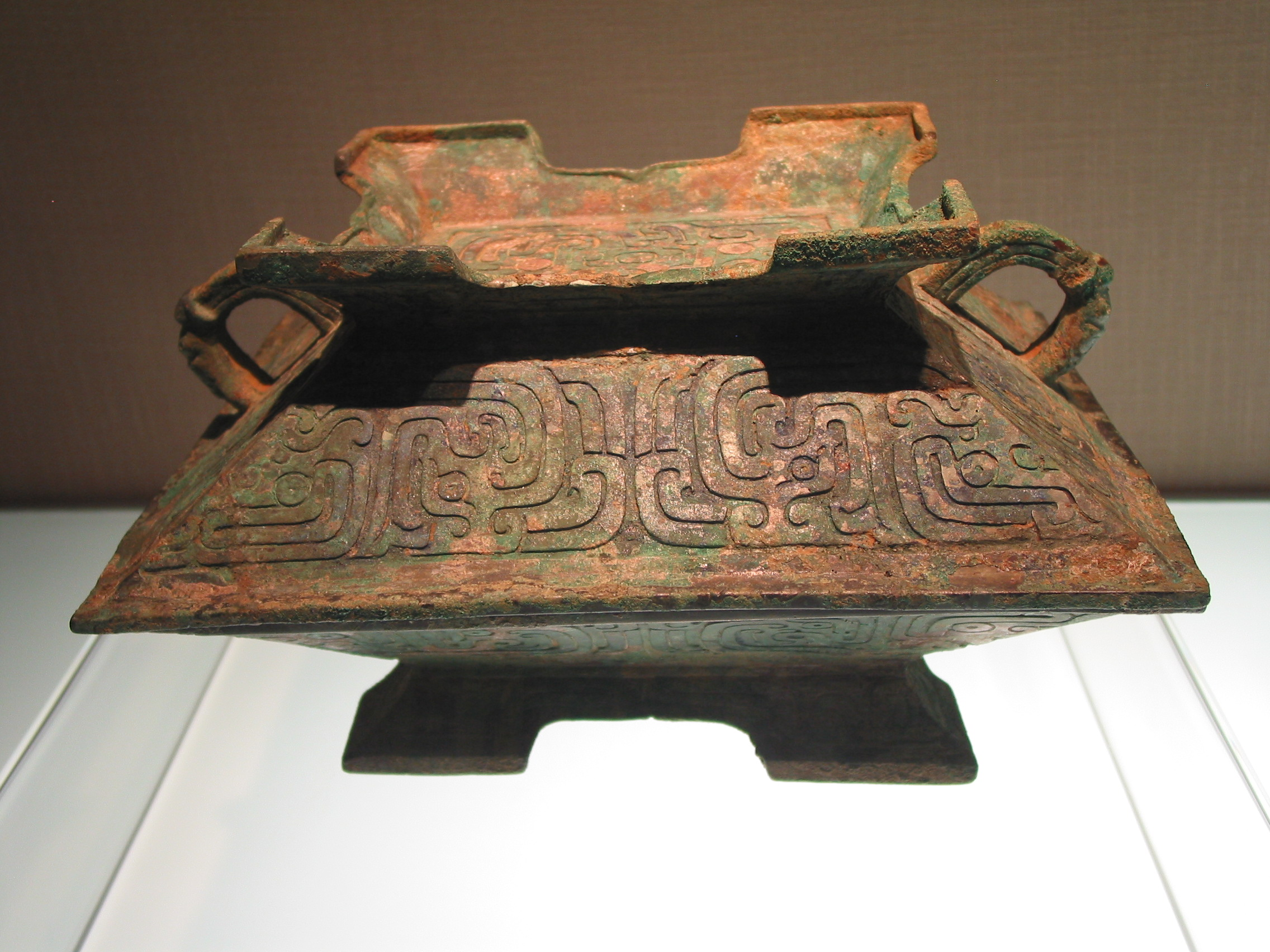
周象首纹簠，首都博物馆藏。腹壁斜直

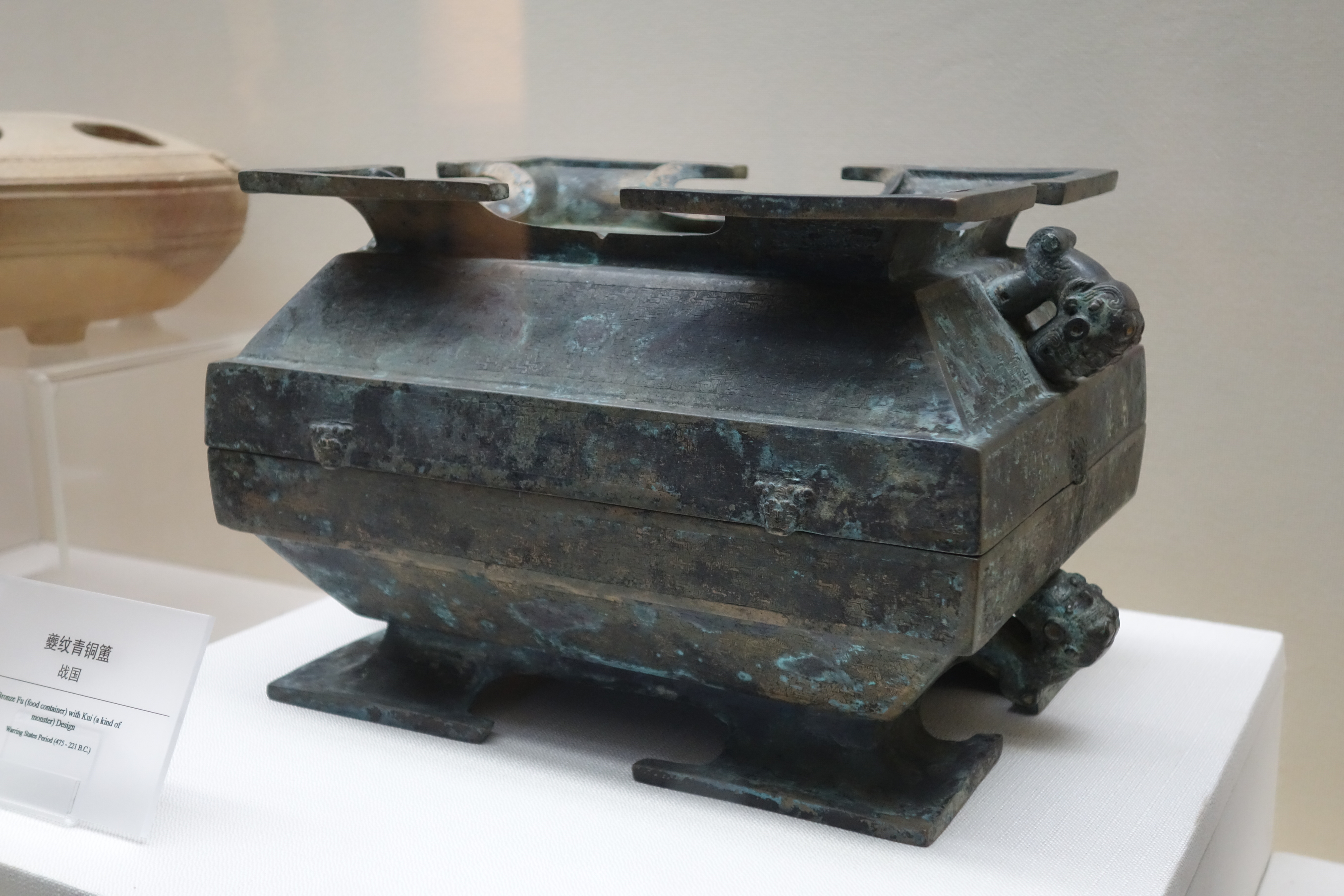
战国夔纹青铜簠，宁波中国港口博物馆藏。腹壁有内折

簠，又称䀇，是中国周代特有的青铜食器兼礼器，用来盛放谷物饭食。器身呈覆斗状，横截面为长方形，有盖，器身和盖通常同形、对称。簠出现于西周早期，在战国晚期以后消失。

## 形制
簠的器形特点是：覆斗状，横截面为长方形，大口；有足，通常为带缺口的矩形圈足；短边上通常有环耳或半环耳；有盖，器、盖通常同形，可以扣合。腹壁有两种形制，一种斜直，一种内折下收。:25:140

## 功用
在簠的铭文上，常自称其功用为“用盛稻粱”。考古发掘出土的簠器内也有粟米类食物。因此簠的功能与簋相似，是用来盛放谷物饭食的盛食器。:139
簠在墓葬中的出现形式跟簋一样：通常一组偶数件，与鼎相配。

## 名称

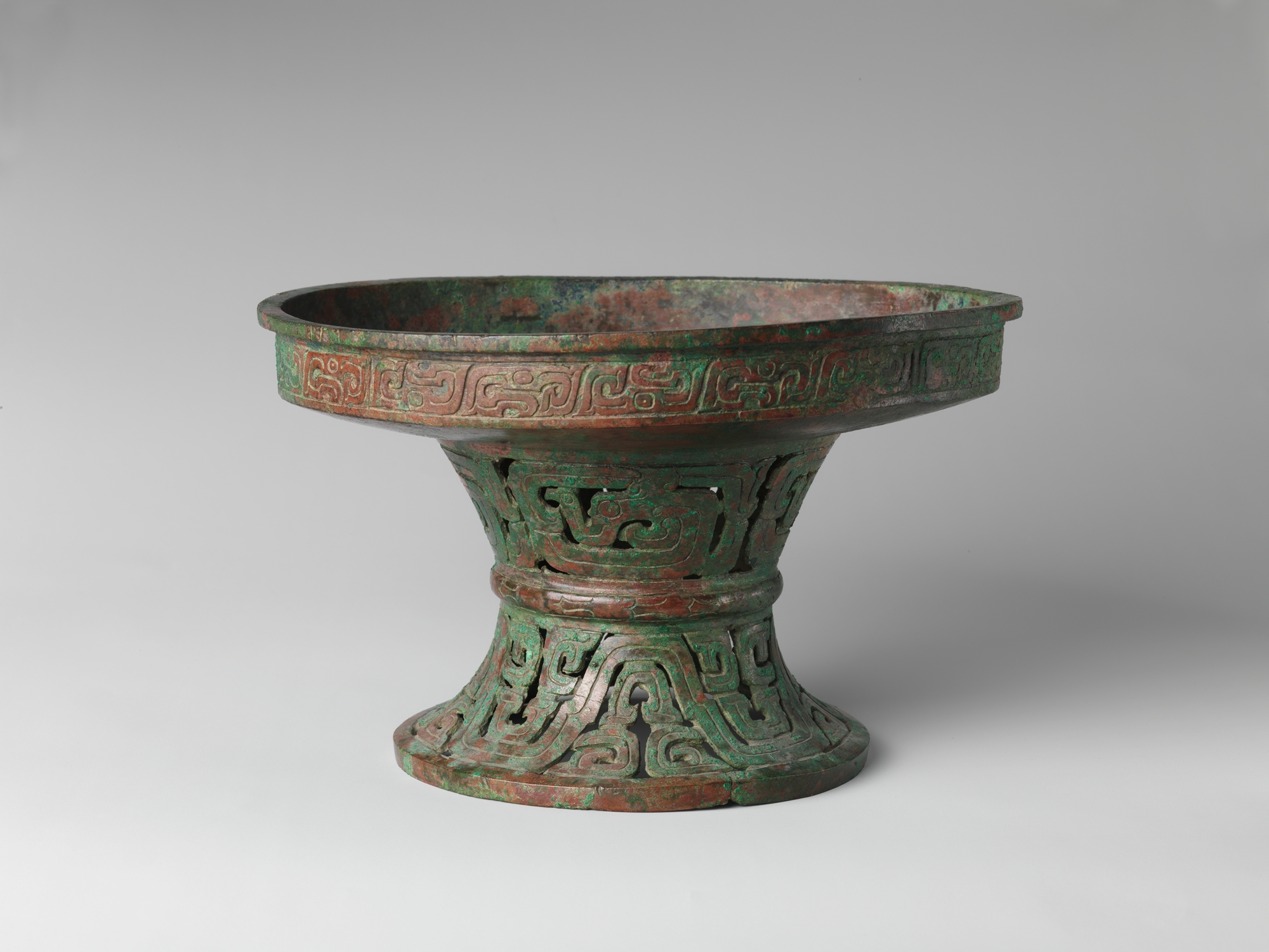
唐兰等学者认为这种有镂空高圈足的豆形器物才是“簠”，不过这一观点并未被学界主流接受

在这类器物的铭文上，通常有两大类自称。一类隶定为“䀇”、“㝬”、等字，声旁为“古”、“夫”等。另一类隶定为“匡”、等字，声旁为“㞷”、“黄”等，与“筐”字同源，暗示青铜簠的起源可能与竹筐有关。学界一般认为，这类自名为“䀇”或“匡”的器物，就是先秦典籍中记载的“簠”。:138-139
也有一些学者认为，这种长方形、覆斗状、自称为“䀇”的青铜器，对应的是典籍文献中记载的“瑚”；而典籍文献中的“簠”，指的其实是一类自名为“铺”的豆形器物。不过当前学界主流意见仍然以长方形器为“簠”，以豆形器为“铺”。

## 历史

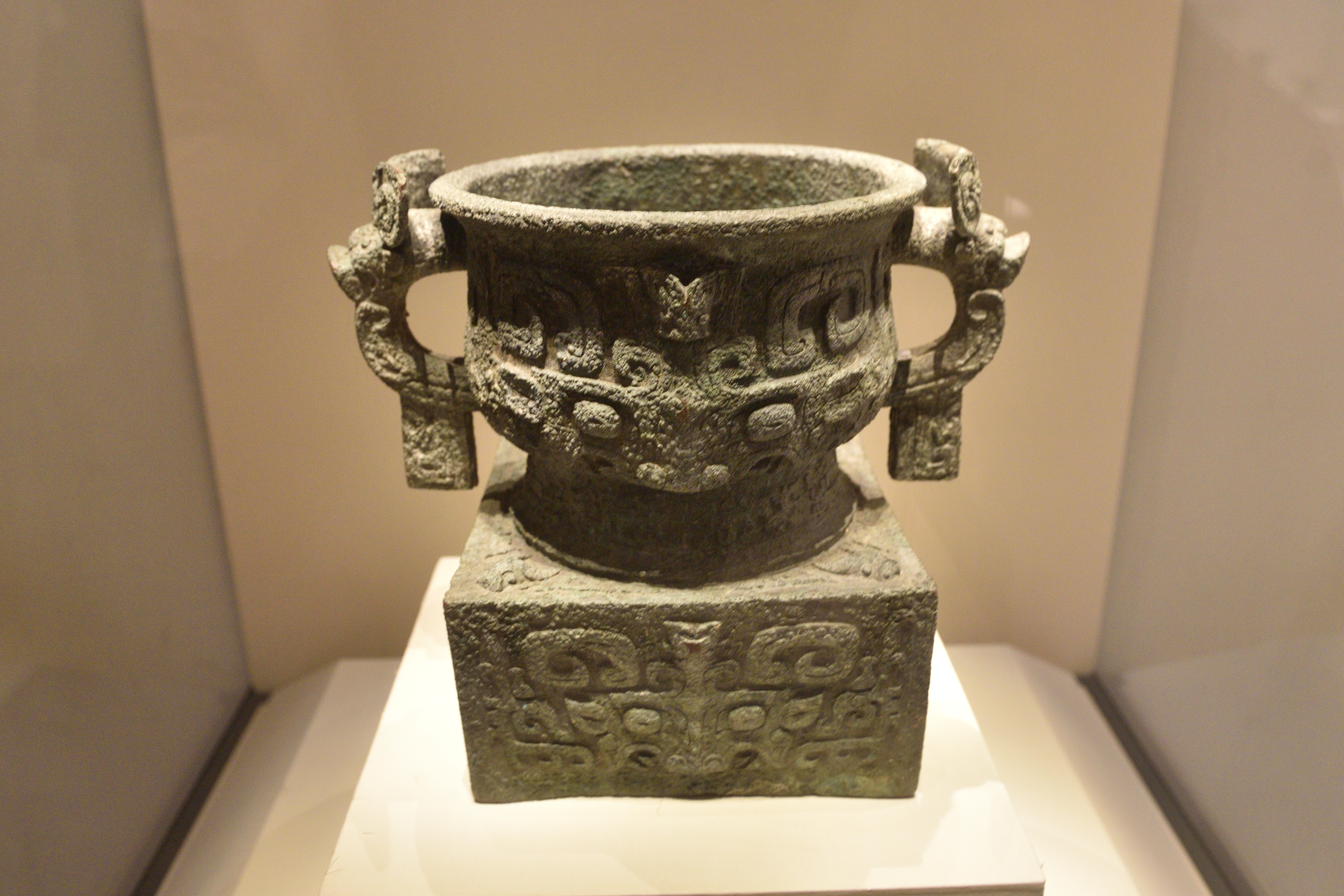
簠的产生与西周早期的方座簋有关

已知年代最早的簠出现在西周早期的王畿附近（今陕西宝鸡一带），由青铜簋、尤其是方座簋派生而来，也是西周文化重食（相对不重酒）文化的产物。西周中期，簋仍占据盛谷食器的主流，又出现了新兴的盨，再加上周穆王修典，簠的发展空间受到挤压。直到春秋晚期至战国早期，青铜簠才迎来大发展。随着青铜敦、青铜盒兴起，以及青铜方盖豆地位提升，青铜簠开始衰落，在秦统一六国后终于消亡。:57